# Something Happened on the Way to Heaven
Something Happened on the Way to Heaven är en låt framförd av Phil Collins, komponerad av honom själv, Daryl Stuermer och Hugh Padgham för Collins studioalbum ...But Seriously.
Låten gavs ut som albumets tredje singel den 28 april 1990 och blev en massiv hit i USA. "Something Happened on the Way to Heaven" klättrade till en 4:e plats på USA:s singellista Billboard Hot 100 och tog sig till en andra plats på USA:s Billboard Hot Adult Contemporary Tracks. Låten tog sig även till topp-tio på singellistorna i Nederländerna och Irland.

## Format och innehållsförteckningar
- CD/Maxi-singel

1. "Something Happened on the Way to Heaven" – 4:37
2. "Something Happened on the Way to Heaven" (Remix) – 5:38
3. "I Wish It Would Rain Down" (Demo) – 5:19

- 7"-singel

1. "Something Happened on the Way to Heaven" (Edit) – 4:37
2. "I Wish It Would Rain Down" (Demo) – 5:19

- 12" Maxi-singel

1. "Something Happened on the Way to Heaven" – 4:37
2. "Something Happened on the Way to Heaven" (Remix) – 5:38
3. "I Wish It Would Rain Down" (Demo) – 5:19

## Listor
| Lista (1990)                   | Topp position |
| ------------------------------ | ------------- |
| Nederländernas singellista     | 5             |
| Frankrikes singellista         | 35            |
| Tysklands singellista          | 26            |
| Irlands singellista            | 8             |
| Schweiz singellista            | 26            |
| Storbritanniens singellista    | 15            |
| USA Billboard Hot 100          | 4             |
| USA Adult Contemporary         | 2             |
| USA Hot Mainstream Rock Tracks | 34            |

| Vid årets slut (1990) | Position |
| --------------------- | -------- |
| Hollands singellista  | 65       |
| USA:s singellista     | 58       |

## Deborah Coxs cover
År 2001 spelade den kanadensiska sångerskan Deborah Cox in en cover av låten till Phil Collins hyllningsalbum Urban Renewal.
Låten gavs ut som skivans tredje och sista singel år 2003. Dansremixen av "Something Happened on the Way to Heaven" blev en rekordbrytande hit då den klättrade till första platsen på USA:s danslista och dominerade första platsen från november 2003 till februari 2004. Singeln tillbringade sammanlagt hela elva veckor som etta på listan och tio av dem i rad, vilket blev första gången i Billboards historia. Rekordet bröts fyra år senare när Lady GaGas "Poker Face" låg 15 veckor som etta i rad på listan. Tack vare höga försäljningssiffror gick "Something Happened on the Way to Heaven" även in på Billboard Hot 100, något som ansågs vara mycket svårt att åstadkomma med en danslåt.
Spåret återfinns även på Deborah Coxs samlingsalbum Remixed och Ultimate Deborah Cox.

## Listor
| Lista (1990)                        | Topp position |
| ----------------------------------- | ------------- |
| USA:s Billboard Hot 100             | 95            |
| USA:s Billboard Hot Dance Club Play | 1             |